# 劉鑑 (永樂丙戌進士)
劉鑑，字明善，南直隸高邮州人，明朝政治人物，永樂丙戌進士。

## 生平
劉鑑为诸生时，有训导董光善于面相，因看其眼光炯神，授予相法。永乐四年（1406年）中二甲第二十四名进士，知順天府平谷縣。謫隆慶州教諭，改新立州學正。。